# Ctenotus joanae
Ctenotus joanae är en ödleart som beskrevs av  Storr 1970. Ctenotus joanae ingår i släktet Ctenotus och familjen skinkar. Inga underarter finns listade i Catalogue of Life.